# اسپینا بیفیدا
اسپینا بیفیدا (لاتین: Spina bifida؛ ‏اسپینا = خار و بیفیدا = شکافته) یا مُهره‌شِکاف شکاف مادرزاد مهره‌ها به‌صورت آشکار یا پنهان را می‌گویند. کمر باز یا بیرون‌زدگی نخاع دیگر نام‌ها برای این عارضه هستند.
اسپینا بیفیدا نقص مادرزادی لوله عصبی/نخاع و بیرون‌زدگی نخاع از حفره باز (بسته نشده) در ستون فقرات است. این نقص مادرزادی لوله عصبی با درجات صدماتی کاملاً متفاوت شکل می‌گیرد و می‌تواند کم و بیش بدون اثر بروی تکامل بچه بوده یا که عامل فلج او گردد. زمان ایجاد این نقص در جنین بین روزهای ۲۲ تا ۲۸ام بارداری است یعنی دورانی که لوله حامل عصب نخاع در جنین شکل می‌گیرد.
عوامل مؤثر در ایجاد آن عبارتند از: ژنتیکی (سابقه نقص لوله عصبی در نسل‌های قبل)، مصرف والپروئیک اسید و کاربامازپین در سه ماههٔ اول بارداری، رژیم غذایی غلط، دیابت، تب شدید در اوایل بارداری، استفاده از وان آب داغ در اوایل بارداری.

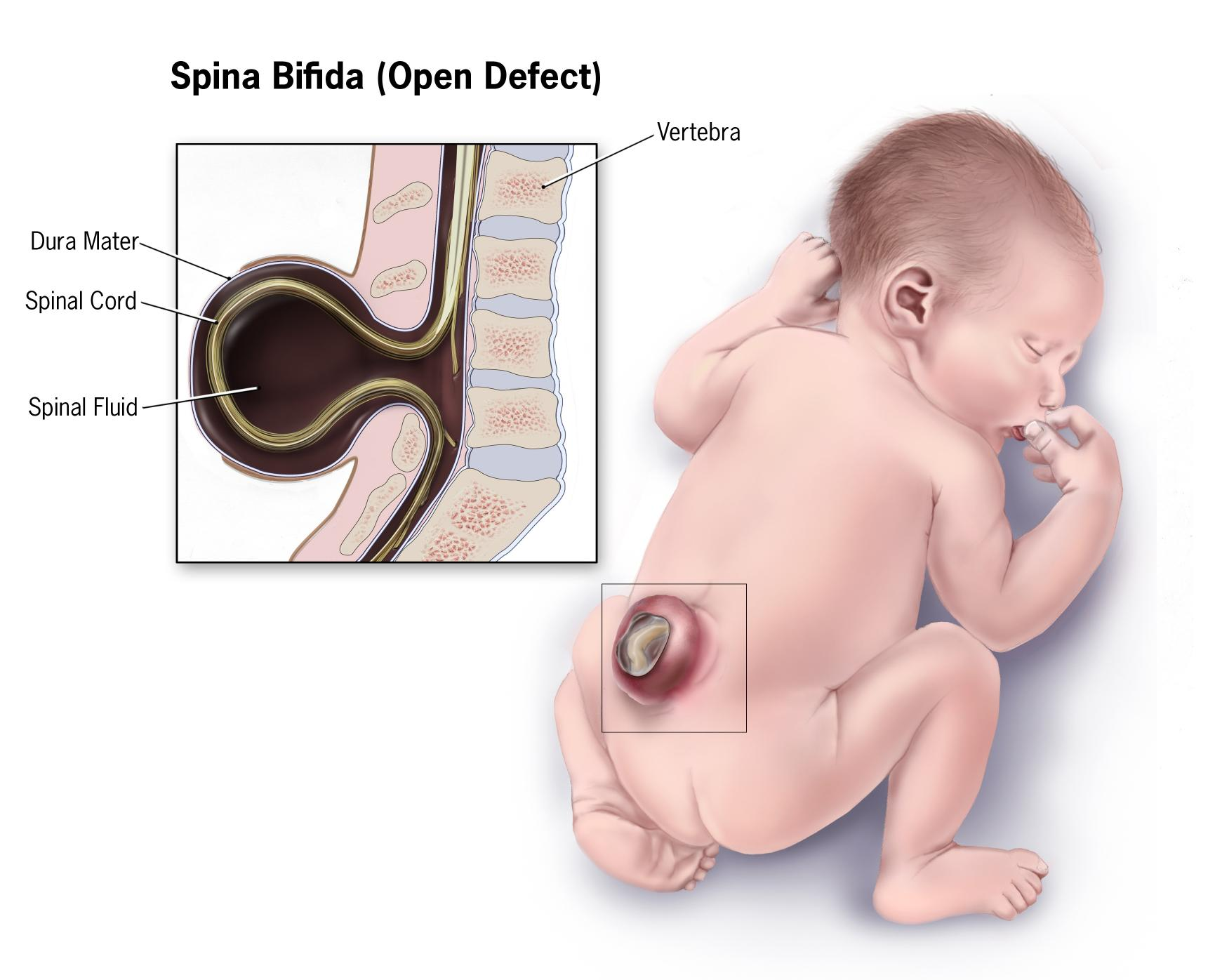
نوزاد مبتلا به اسپینا بیفیدا.

## گونه‌ها

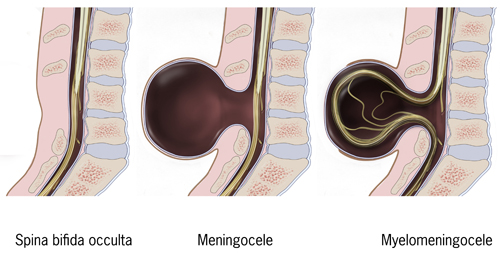
گونه‌های اسپینا بیفیدا.

- اسپینا بیفیدای آشکار (spina bifida manifesta, spina bifida aperta) اسپینا بیفیدایی که از روی سطح خارجی بدن قابل تشخیص است و شامل همهٔ انواع اسپینا بیفیداهای کیسه‌ای و شمار اندکی از انواع اسپینا بیفیداهای پنهان نیز می‌شود.
- اسپینا بیفیدای پنهان (spina bifida occulta): اسپینا بیفیدایی که آسیب‌های آن درون ستون مهره‌ها باقی می‌ماند و از روی سطح خارجی بدن قابل تشخیص نیست.
- اسپینا بیفیدای پسین (spina bifida posterior) اسپینا بیفیدایی که در آن بیرون‌زدگی به سمت پسین ستون مهره‌ها رخ دهد.
- اسپینا بیفیدای پیشین (spina bifida anterior) اسپینا بیفیدایی که در آن بیرون‌زدگی به سمت پیشین ستون مهره‌ها رخ دهد و اغلب با رشد ناقص احشا شکمی و صدری همراه است.
- اسپینا بیفیدای کیسه‌ای (spina bifida cystica) اسپینا بیفیدایی که در آن بیرون‌زدگی کیسه‌مانندی شکل می‌گیرد.

در حالت کلی، این مشکل دارای سه نوع اصلی است: اسپینا بیفیدای پنهان، کیسه شامگانی (meningocele) و myelomeningocele. نوع سوم که سخت‌ترین نوع است می‌تواند منجر به بی‌اختیاری ادرار و مدفوع شود و در حدود ۳۰٪ از این نوزادان دچار جمع شدن مایع در مغز (هیدروسفالی) هستند.
اسپینا بیفیدای طیف وسیعی از ناهنجاری مربوط به اختلال در بسته شدن ناحیه نخاع است. در درجات خفیف آن معمولاً اختلال نورولوژیک وجود ندارد در حالی که در موارد شدید می‌تواند همراه با اختلالات نورولوژیک باشد. در فرم ساده آن فقط عدم اتصال قسمت‌های پشتی مهره دیده می‌شود که معمولاً محدود به ناحیه کمری خاجی‌نخاعی است و از نظر علامت ظاهری منفی است، مگر در مواردی که وجود موهای مجعد در روی ناحیه گرفتار تنها مشخصه ظاهری آن باشد. این نوع از نابهنجاری را اسپینا بیفیدای پنهان می‌نامند، که نخاع و اعصاب نخاعی ضایعه‌ای ندارند.
در صورتی که ناپیوستگی در بیش از دو مهره باشد معمولاً مننژ نخاع از طریق شکاف موجود به قسمت پشتی برجسته شده و در زیر پوست به صورت کیسه برجسته‌ای قابل لمس می‌شود که به آن کیسه شامگانی می‌گویند.
چنانچه به علت وسعت ضایعه علاوه بر مننژ، نخاع و اعصاب نخاعی نیز در داخل کیسه قرار گیرند، اختلال را Meningomyelocele می‌گویند که معمولاً همراه با علائم نورولوژیک می‌باشد و چون در ناحیه پشتی فقط به وسیله پوست پوشیده شده خطر پاره شدن نیز وجود دارد.
در نوع دیگری از مهره‌شکاف نه تنها اختلال در بسته شدن ستون مهره است بلکه اختلال در بسته شدن ناودان عصبی نیز وجود دارد بطوری که بافت عصبی به‌صورت گسترده در سطح باز شده که به آن Rachischisis یا Myelocele می‌گویند.

## تشخیص

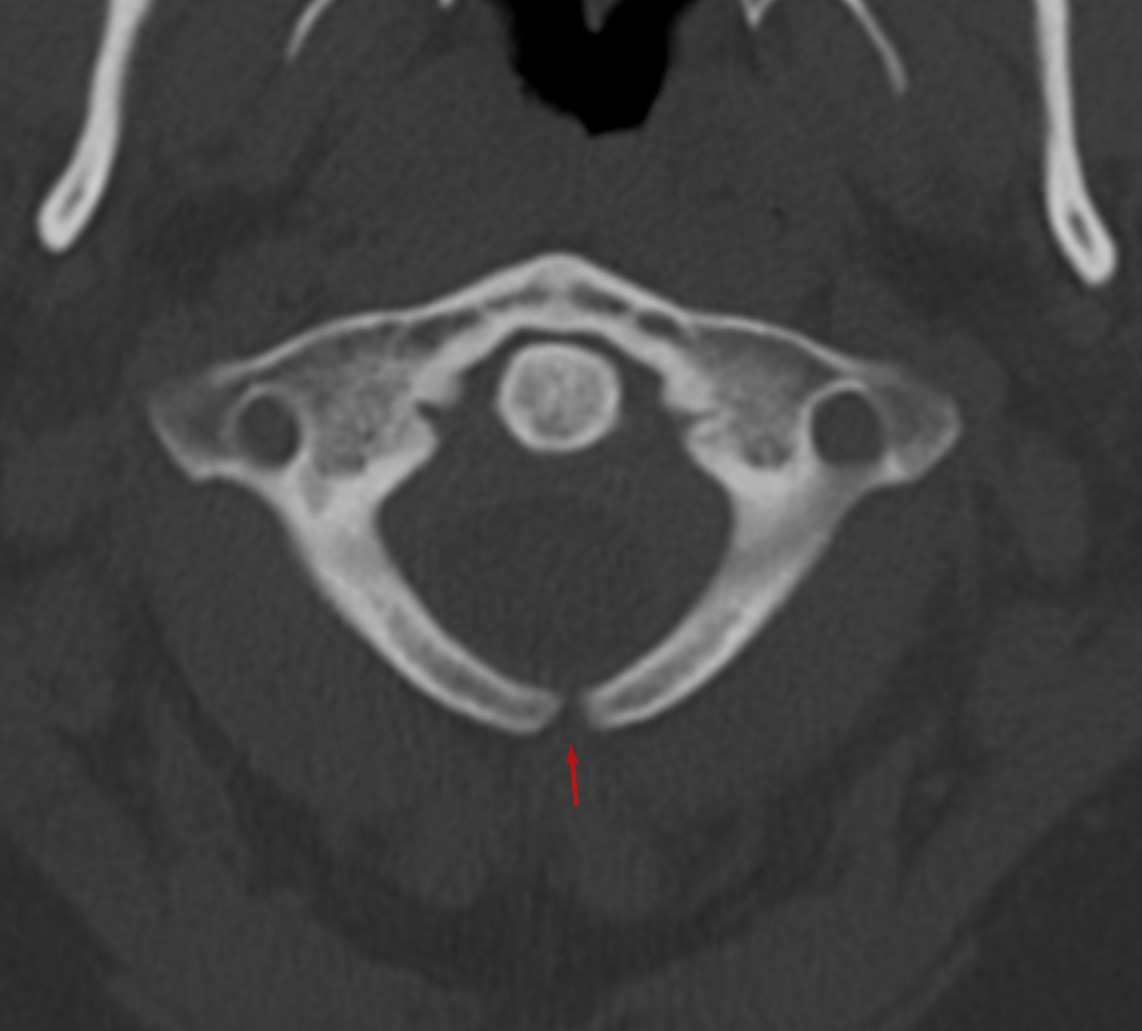
تصویر سی تی اسکن از حفره باز در لوله نخاع.

ارزیابی آلفا فیتوپروتئین آزمون غربالگری مؤثری برای نقایص عصبی است این آزمون در هفته‌های ۱۶ تا ۱۸ بارداری انجام می‌شود در صورت مثبت شدن آزمون غربالگری MSAFP باید سونوگرافی تخصصی جهت رد دیگر ناهنجاری‌ها ی جنین بعمل آورد .آمنیوسنتز نیز در صورت بالا بودن MSAFP باید انجام شود.

## درمان
این نقص جنین را امروزه می‌توان پس از تشخیص با عمل جراحی در روی جنین در شکم مادر برطرف کرد. در غیر این‌صورت می‌بایستی عمل جراحی به دلایل بهداشتی و خطر از کار افتادن کلیه‌ها فوراً پس از تولد انجام بگیرد.

## پیشگیری
نقایص مادرزادی لوله عصبی مثل «آنانسفالی» (فقدان مغز) و کمر باز با مصرف اسید فولیک کاهش می‌یابند. اسید فولیک یا فولات به‌طور طبیعی در غذاهایی مثل جگر (مقدار زیاد آن بخاطر سموم ذخیره شده در جگر برای دوران بارداری تجویز نمی‌شود)، سبزی‌ها با برگ سبز تیره (اسفناج)، شلغم، کلم، گل کلم، مارچوبه، مرکبات، لوبیا خال‌خالی، لوبیا چشم بلبلی سفید و انواع نخودها یافت می‌شود. اسید فولیک ویتامینی قابل حل در آب، در برابر اکسیژن، گرما و نور بسیار حساس است. به این دلیل در بیشتر موارد تا حد پنجاه درصد آن ضمن آماده کردن غذا (شستن / طبخ) از بین می‌رود.
آشپزی اصیل ایرانی (پخت چندین ساعته غذاها) تا ۹۰٪ اسید فولیک را نابود می‌کند. به همین خاطر بهتر است مواد یاد شده در بالا خام یا تفت داده شده مصرف شوند.

## جستار وابسته
نقص لوله عصبی